# Vetaforma dusenii
Vetaforma dusenii är en bladmossart som först beskrevs av Franz Stephani, och fick sitt nu gällande namn av Fulford et J.Taylor. Vetaforma dusenii ingår i släktet Vetaforma och familjen Vetaformataceae. Inga underarter finns listade i Catalogue of Life.